# Caryonopera pyrrholopha
Caryonopera pyrrholopha är en fjärilsart som beskrevs av Fletcher 1961. Caryonopera pyrrholopha ingår i släktet Caryonopera och familjen nattflyn. Inga underarter finns listade i Catalogue of Life.